# Tizamar
Tizamar är en ort i Mexiko.   Den ligger i kommunen San Juan Evangelista och delstaten Veracruz, i den sydöstra delen av landet, 500 km öster om huvudstaden Mexico City. Tizamar ligger 75 meter över havet och antalet invånare är 335.
Terrängen runt Tizamar är platt, och sluttar västerut. Runt Tizamar är det ganska tätbefolkat, med 52 invånare per kvadratkilometer. Närmaste större samhälle är San Juan Evangelista, 8,3 km norr om Tizamar. Omgivningarna runt Tizamar är en mosaik av jordbruksmark och naturlig växtlighet.